# Agne Sandberg
Agne Edvard Sandberg, född 5 juni 1886 i Maria Magdalena församling, Stockholm, död 7 april 1969 i Matteus församling, var en svensk väg- och vattenbyggnadsingenjör. 
Efter avgångsexamen från Kungliga Tekniska högskolan 1908 blev Sandberg underlöjtnant i Fortifikationens reserv 1907, kapten 1922, löjtnant i Väg- och vattenbyggnadskåren (VVK) 1915, major 1934, överstelöjtnant 1942 samt var överste och chef för VVK 1946–1951.
Sandberg var biträdande ingenjör i mellersta väg- och vattenbyggnadsdistriktet 1908, underingenjör vid Vattenfallsstyrelsen 1909, kontrollant vid Simrishamns hamnbyggnad 1914, arbetschef hos AB Skånska Cementgjuteriet 1916, disponent vid dess Stockholmskontor 1930 och verkställande direktör 1933–1953.
Sandberg var ledamot av direktionen för Statens Väginstitut 1934–1957, ordförande i Svenska betongföreningen, ordförande i Svenska väg- och vattenbyggarnas arbetsgivarförbud 1942–1956, vice ordförande i Svenska byggnadsentreprenörföreningen 1947–1956 (hedersledamot 1957), Svenska Arbetsgivareföreningen 1948–1956 (styrelseledamot 1947) och styrelseledamot i Svenska Handelsbanken 1956–1957. 
Sandberg invaldes som ledamot av Krigsvetenskapsakademien 1946. Han blev riddare av Vasaorden 1932 och av Nordstjärneorden 1937 samt kommendör av andra klassen av Vasaorden 1947 och kommendör av första klassen 1951.